# Bray-Dunes
Bray-Dunes (in olandese Brayduinen, in fiammingo occidentale Bray-Duunn) è un comune francese di 4 789 abitanti situato nel dipartimento del Nord nella regione dell'Alta Francia, sul Mare del Nord, al confine col comune belga di De Panne. È il comune più settentrionale dell'intera Francia, dipartimenti d'oltremare compresi.

## Storia
Paese fondato il 26 febbraio 1883 da Alphonse Bray, armatore a Dunkerque, Bray-Dunes era diviso tra i comuni di Ghyvelde e Hondschoote e aveva di 800 abitanti. Tuttora Bray-Dune ha quasi 5 000 abitanti.

## Società

### Evoluzione demografica
Abitanti censiti